# Donne, v'insegno come si seduce un uomo
Donne, v'insegno come si seduce un uomo (Sex and the Single Girl) è un film del 1964 diretto da Richard Quine.

## Trama
Un giornalista deve intervistare una psicoanalista famosa per i suoi articoli sulla sessualità femminile. Per farlo si finge un paziente e da lì partirà una sarabanda di equivoci.